# Франц V (Модена)
Франц V Фердинанд Геминиан (на италиански: Francesco V d'Asburgo-Este; на немски: Franz V Ferdinand Geminian, * 1 юни 1819, Модена, † 20 ноември 1875, Виена) е ерцхерцог на Австрия от линията Австрия-Есте, странична линия на род Хабсбург-Лотаринги, и от 1846 до 1859 г. последният управляващ херцог на Модена.

## Биография
Той е син на херцог Франц IV (1779 – 1846) и на Мария Беатриче Савойска (1792 – 1840), дъщеря на Виктор-Емануил I, крал на Пиемонт и Сардиния.
През 1846 г. Франц V последва баща си като херцог на Модена. През 1847 г. той получава херцогството Гвастала от наследството на умрялата херцогиня Мария-Луиза от Парма.
През 1847 г. Франц V поръчва австрийска войска в Модена. През революцията през пролетта на 1848 г. е изгонен от Модена и отива в Австрия. На 10 август 1848 г. може отново да се върне. През май 1859 г. той отново е изгонен и се оттегля с войската си в Мантуа. По желание на населението и с разрешението на Наполеон III Модена влиза в Кралство Сардиния-Пиемонт. Франц живее след това във Виена и в земите си в Бохемия.
Франц V се жени на 30 март 1842 г. в Мюнхен за принцеса Аделгунда Августа Баварска (* 19 март 1823, † 28 октомври 1914), дъщеря на крал Лудвиг I от Бавария и на Тереза от Саксония-Хилдбургхаузен. Единствената им дъщеря Анна Беатриса Терезия Мария (19 октомври 1848, Гриз, Болцано – 8 юли 1849, Модена) умира като дете през 1849 г.
Франц V умира на 20 ноември 1875 г. във Виена и е погребан в Капуцинската гробница. Състоянието си той завещава на ерцхерцог Франц Фердинанд при условие, че се продължава да се ноиси името Есте.
Чрез майка си Франц е потомък на Стюартите. След смъртта на майка му през 1840 г. якобинците го считат за британски крал като Францис I, крал на Англия, Шотландия, Ирландия и Франция (1840 – 1875). Неговата позиция като наследник на Стюартите отива на племенницата му Мария Тереза Австрийска-Есте, съпруга на баварския крал Лудвиг III.